# Óscar Sánchez Gómez
Óscar Sánchez Gómez (Estado de México México, 1969) es un fotógrafo mexicano especializado en fotografía de autor. Estudió Periodismo y Comunicación Colectiva en la Universidad Nacional Autónoma de México y fotografía en la Escuela de Fotografía “Nacho López”, de 1993 a 1996.
Fue fotógrafo en la Facultad de Filosofía y Letras de la UNAM de 1997 a 2002 y colaborador de Letra S salud, sexualidad y sida, suplemento del diario La Jornada.

## Exposiciones
- Convivencia

Casa Talavera, 2016
- Familias Mexicanas[4][5][6]

Fine Arts Library Building, UT Austín, Texas 2011 
Museo Universitario del Chopo / Centro Cultural José Martí, Ciudad de México 2009
Centro Cultural Fotográfico 1116, Monterrey N.L, México 2008
Museo Universitario del Chopo/STC Metro, Ciudad de México 2008
VII Bienal OLOT-FOTOGRAFIA 2006. Museu Comarcal Olot, Guirona, España 
- Momentos Decisivos

Museo de la Ciudad de Querétaro, Santiago de Querétaro, México 2007
- Hogares monoparentales: Mujeres

Centro Cultural Regional de Texcoco, Edo de Méx, México 2004 
- Convivencia

Bienal Olot-Fotografía. Sala “El Calui”, Olot, Girona, España 2004

## Publicaciones
- Postales Consejo Mexicano de Fotografía Nuevos Fotógrafos Mexicanos 1998. México DF.
- Revista Generación, Diario La Jornada, suplemento Letra S  Revista POZ en español

### Obra en colecciones[7]
- Colección fotográfica de Pedro Slim, Ciudad de México
- Colección Carlos Monsiváis, Ciudad de México
- Colección Fundación Juan Soriano y Marek Keler, Ciudad de México
- Biblioteca Los libros únicos de fotógrafo
- Fundación Caja Murcia, Murcia, España
- Museo de la Ciudad, Santiago de Querétaro, Qro. México
- Colección de la Bienal de Olot, Cataluña, España
- Colección visible de arte contemporáneo con temática LGTB, Coruña, España